# Oratorio di San Rocco (Crespina)
L'oratorio di San Rocco si trova a Crespina.

## Storia e descrizione
Di origine seicentesca, costruito in laterizi, di semplice ma elegante proporzione, la sua edificazione si lega, come è consueto per gli edifici sacri intitolati a questo santo pellegrino, ad uno scampato pericolo di peste. È stato restaurato nel 2008 e con l'occasione sono stati scoperti gli antichi affreschi seicenteschi, un tempo oscurati dall'intonaco.
È possibile riscoprire il volto del marchese Malaspina, il cui ramo della nobile famiglia della Lunigiana risiedeva nella località il Borgo di Crespina, e del figlio, rappresentati nell'atto di donare a san Rocco il grazioso oratorio. Era rappresentata anche santa Caterina, ormai perduta dagli interventi di intonacatura degli interni risalenti all'Ottocento. Rimangono di questo affresco visibili, dopo le scoperte del 2008, i segni evidenti delle stimmate della santa ricevute in Pisa, e la rappresentazione della piazza del Duomo con la torre pendente. Di questo affresco ne fa menzione il Mariti nel suo celebre Odeporico.